# Lunzen
Lunzen ist eine Ortschaft der Gemeinde St. Leonhard am Forst in Niederösterreich.

## Geografie
Die am Ufer der Melk gelegene Ortschaft besteht aus mehreren bäuerlichen Anwesen und einigen Einfamilienhäusern. Durch den Ort verläuft der Hiesberg-Melktal-Rundweg, der, von Zelking kommend, hier nach Weghof führt.

## Geschichte
Laut Adressbuch von Österreich war im Jahr 1938 in Lunzen ein Steinmetzmeister ansässig.